# Saint-Avit, Charente
Saint-Avit är en kommun i departementet Charente i regionen Nouvelle-Aquitaine i västra Frankrike. Kommunen ligger  i kantonen Chalais som ligger i arrondissementet Angoulême. År 2022 hade Saint-Avit 219 invånare.

## Befolkningsutveckling
Antalet invånare i kommunen Saint-Avit
Referens:INSEE